# 佳寧案
佳寧案是1980年代一宗牽涉前香港上市公司佳寧集團及其高層的貪污及詐騙案，是香港歷史上涉案金額最高的商業罪案。
佳寧案於1983年7月的一宗涉及裕民財務（马来西亚当地称为「土著金融」）核數師伊巴謙被謀殺的案件調查中被揭露，轟動一時。由於案件牽涉境外金融機構，香港廉政公署需要分別前往8個國家調查。案件在1986年2月24日開審，審訊歷時281天，亦創下香港最長審訊時間的紀錄。

## 背景
佳寧案主腦陳松青為馬來西亞華僑，早年曾在新加坡經營生意失利而破產，於1972年轉到香港發展，在鍾正文家族的地產發展公司益大集團任職工程師，並得到鍾正文賞識。陳松青後來與鍾正文合作發展地產項目，於1977年11月註冊成立佳寧公司。 佳寧公司在三年後即1980年，以3億元購入黃子明家族名下寶光實業的上市公司「美漢企業」，成功借殼上市，易名「佳寧集團」。

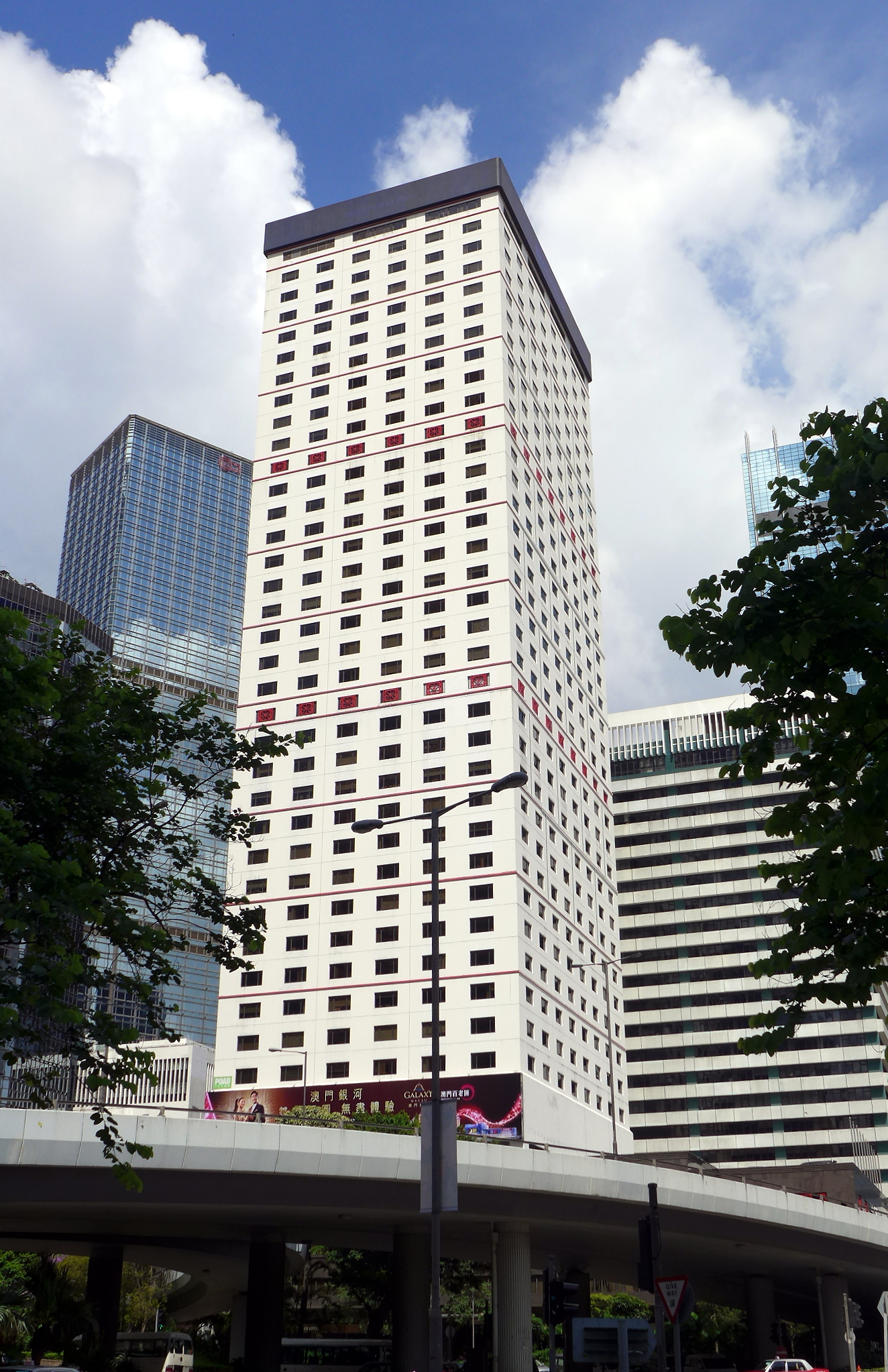
陳松青與鍾正文於1980年以9.98億港元購入中環金門大廈（今美國銀行中心），再轉手以16.8億港元天價售出，大賺7億港元，震撼當時的財經界。該宗買賣令陳松青及佳寧聲名大噪，吸引大批股民買入佳寧置業股票，使佳寧置業的市值由約5億港元急升至逾36億港元。後來該宗買賣被揭發從來没有真正成交，陳松青只是將物業轉售予名下的私人公司，實為虛假交易。

在佳寧上市同年不久，陳松青與鍾正文透過一家名為「Extrawin」的公司以9.98億港元購入金門大廈。金門大廈後來被「Extrawin」公司以象徵性的1港元售予佳寧集團子公司「佳寧置業」，在九個月後，再被佳寧置業以16.8億港元轉售給由林炳炎兒子林秀峰和林秀榮持有的百寧順集團（實力建業前身）。該宗買賣令佳寧置業帳面上賺了差不多7億港元。消息傳出後，大批股民買入佳寧置業股票，使佳寧置業的市值由約5億港元急升至逾36億港元。 當時身為陳松青「御用莊家」的詹培忠，因成功炒高佳寧股價，而得到「金牌莊家」之稱號。
佳寧其後利用股市上取得的資金大肆擴張，染指多項業務，並於外國進行投資。例如，於1980年9月以股換股方式向泰國Rama Tower換取該公司25%的股權，1980年11月以1.42億港元購入「捷聯企業」公司（這公司之後被陳松青賣給鍾正文，改名為「益大投資」），1980年12月連同遠東發展及新鴻基證券合創「僑聯地產」公司等。全盛時期，佳寧集團擁有3家上市公司和超過100家附屬公司，投資項目更遠至美國佛羅里達州奧蘭多市及加州屋崙市。
佳寧的企業作風其實早已經出現問題。佳寧大肆擴張前曾以每棟售價800萬港元出售位於赤柱的八棟豪華住宅。儘管出售價比當時市價高出兩倍，但豪宅依然全數售罄。那八棟豪宅的買家最後被證實是佳寧旗下的一家附屬公司。
在佳寧上市後短短兩年即1982年，香港經濟因1997年前途問題而轉差，集團開始出現周轉問題。當時佳寧的業務己令合伙人鍾正文的負債達到13億港元，鍾正文擔心佳寧的過度擴張會令他破產。另外，鍾正文曾派人暗中調查陳松青早期的活動，發現陳松青利用鍾的股份謀取私利，鍾正文決定向陳松青提出拆夥。陳松青最後給予鍾正文優厚的拆夥條件，但此舉對佳寧有負面的影響。
9月，佳寧公佈其公司的中期業績，當時公司盈利達2.7億港元，並派發中期息0.12港元。但佳寧在公布中期業績一個月後，突然宣佈取消以現金派發中期息，並改以十送一紅股代替，並為集資五億港元而發行五億股優先股。佳寧股價在消息公佈後，一日之內暴跌30%，並導致恆生指數跌9.48%，跌破當時被視為牢不可破的800點關口。
10月，佳寧被其债权人美國的信孚銀行（德意志銀行美國前身）入稟法院要求將其清盤。11月，鍾正文旗下的益大投資宣布清盤，而鍾正文則逃離香港，留下16億港元的貨款擔保及20億港元的債務。因為益大與佳寧的關連，導致佳寧的供股計劃被證監会否決，並對佳寧作出財務調查。
1983年1月，陳松青宣布佳寧暫停買賣。佳寧於同年2月委任亨寶財務和獲多利為代表，向債權人商討債務重組，嘗試以新股代替債務的框架下作出協議，並透過賣出佳寧旗下附屬公司來減輕債務。同年10月，佳寧集團正式清盤，創下全亞洲最大宗公司倒閉事件。事後調查證實，佳寧集團清盤時，欠下債務達106億港元，當中包括欠裕民財務的債務46億港元。

## 案情

### 伊巴謙謀殺案

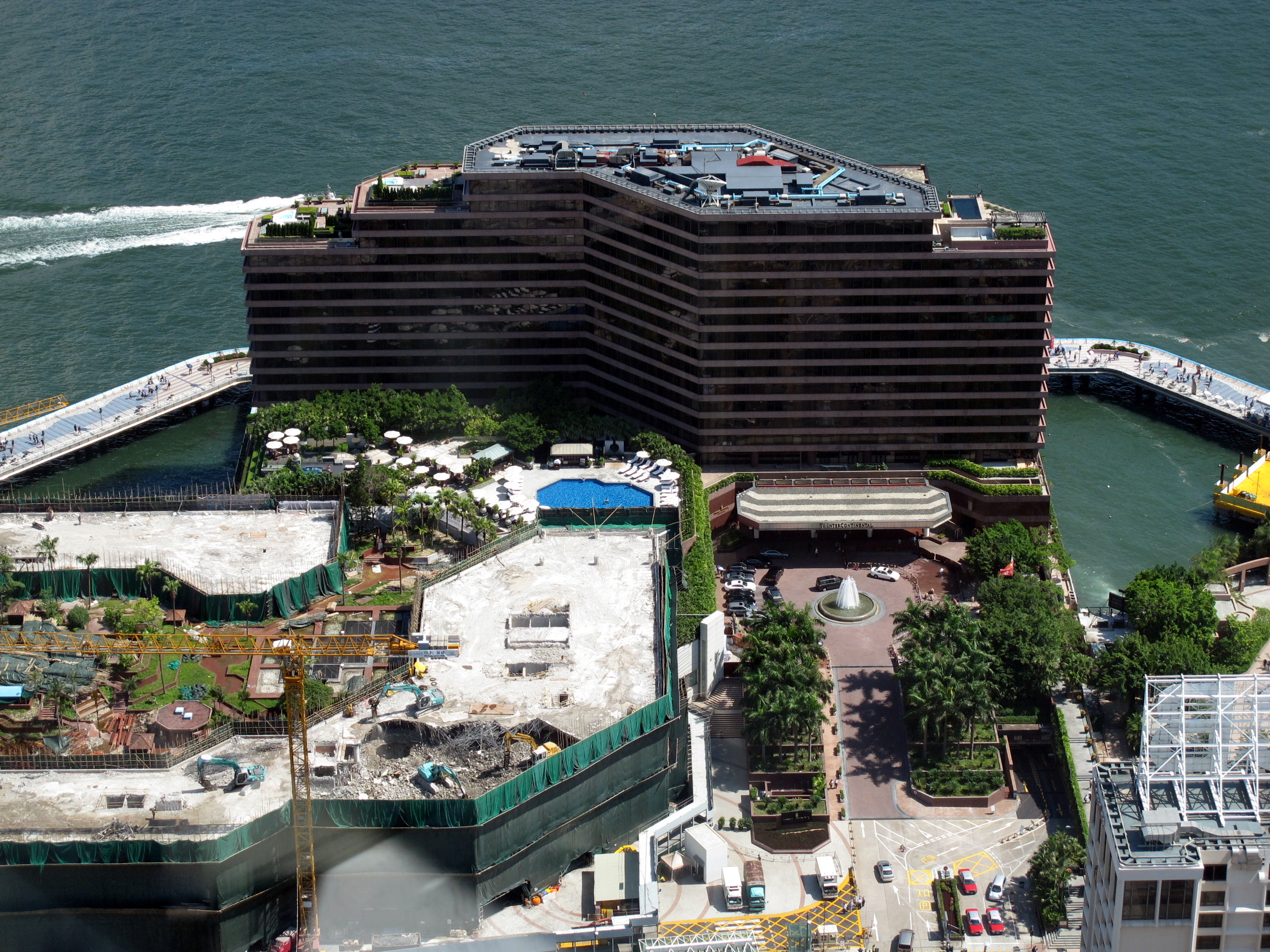
香港麗晶酒店

1983年7月18日， （馬來西亞當地稱為「土著金融」，英文稱為「Bumiputra Malaysia Finance」，簡稱BMF）助理經理加里·伊巴谦（又譯伊巴謙、賈里·易卜拉欣）在位於九龍的麗晶酒店一房間裏被人勒死。屍體更被棄於新界大埔滘站附近的蕉林。
雖然伊巴谦是一名助理經理，被派往香港管理會計和貸款等業務，但現在許多與佳寧案和伊巴谦謀殺案有關的報道和書籍均認為伊巴谦是一名核數員，由馬來西亞來香港的目的是為了調查佳寧的帳目，並指伊巴谦企圖阻擋土著金融向佳寧提供一個新貸款。
警方後來拘捕一個名為麥福祥的馬來西亞華人。麥福祥在審訊時聲稱陳松青是伊巴謙謀殺案的指使者，原因是當時瀕臨破產的佳寧集團正向裕民銀行申請借款400萬美元救亡，但被伊巴謙從中阻撓。雖然控方未掌握充分證據指證陳松青是謀殺案的主謀，但案件揭露马来西亚裕民銀行原來已累積向佳寧集團借出5億美元，觸發大馬等多地的金融當局調查裕民銀行與佳寧集團之間存在的交易，並促使後來轟動香港的佳寧詐騙案浮面。

### 金門大廈買賣詐騙案
在伊巴谦死後進行的調查中，執法人員起初發現裕民向佳寧系的公司貸款與佳寧自己的帳目不符。調查後來更發現於1980年導致佳寧聲名大噪的金門大廈買賣其實最後並無成事。佳寧在物業無法出售後就把那棟大廈賣給名下的私人公司。所謂的獲利，其實只是帳面上的盈利。佳寧資金的謎團亦隨之解開。
1986年2月24日，佳寧在香港高等法院開審。六名被告包括：陳松青（51歲，前佳寧集團主席）、何佳全（36歲，前佳寧集團執行董事）、林秀峰（48歲，前百寧順董事）、林秀榮（40歲，商人）、碧格（34歲，會計師）、盧志煊（32歲，會計）。六人被控串謀行騙罪，指他們於1981年1月1日至1982年7月31日期間，串謀訛騙佳寧股票持有人及債權人等，提供虛假及誤導性的公司財政資料，隱瞞佳寧集團利潤、資產及財政狀況。「佳寧案」历經多年調查才開審，而審訊歷時281天創下最長時間的紀錄，記錄審訊的文件達25319頁，出庭作供的證人共104人，控辯雙方花費數以億港元計。

### 裕民財務貸款貪污案
另一方面，1984年1月，馬來西亞當局委派該國核數總長諾丁(Noodin)、一名專業會計師和一名律師組成調查委員會，全面調查佳寧向裕民財務取得的的貸款。諾丁委員會後來發現裕民財務從1979年至1983年期間向佳寧及有陳松青控制的其他公司批出相等於60多億港元的貸款，並發現向佳寧的借貸更大部分沒有足夠的抵押和完善的文件紀錄。某些貸款更是款項發出後才補辦文件的。
諾丁委員會其後懷疑裕民財務的高層有可能非法收受陳松青提供的利益，以換作批准貸款的報酬。由於案件於香港發生，所以諾丁委員會於1985年4月派人前往香港向廉署報案。諾丁委員會發現的違法行為，日後亦在馬來西亞揭發了當地稱為「土融丑闻」或「土金事件」的弊案。
由於案情嚴重複雜，廉署於1985年5月23日成立專案小組處理。1994年，陳松青被廉政公署控告詐騙、提供非法利益等罪名。最後在1996年9月27日，陳松青向法庭表示願意承認其中兩項串謀詐騙控罪。法庭以這兩項罪名判其入獄3年

## 相關書籍
- 馮邦彥（2017）。《香港企業併購經典（增訂版）》。香港：三聯書店。 [36]
- 何亮亮（2006）。《解密香港廉政公署》。香港：中信出版社。[37]
- Gill, Ranjit (1985). George Tan: The Carrian Saga. Petaling Jaya, Selango: Pelanduk Publications.[38]

## 改編影视作品
- 《廉政行動1998》: 單元二 - 億萬裁決
- 《98古惑仔：龍爭虎鬥》
- 《导火新闻线》（2015年HKTV電視劇）
- 《黃金有罪》（2020年無綫電視劇）[39]
- 《金手指》（2023年香港電影）[40][41]